# La Pintada
La Pintada là một khu tự quản thuộc tỉnh Antioquia, Colombia. Thủ phủ của khu tự quản La Pintada đóng tại La Pintada Khu tự quản La Pintada có diện tích 55 ki lô mét vuông. Đến thời điểm ngày 28 tháng 5 năm 2005, khu tự quản La Pintada có dân số người.